# Gamma Phoenicis
Gamma Phoenicis (γ Phoenicis, förkortat Gamma Phe, γ Phe)  som är stjärnans Bayerbeteckning, är en dubbelstjärna belägen i den norra delen av stjärnbilden Fenix. Den har en genomsnittlig skenbar magnitud på 3,41 och är synlig för blotta ögat där ljusföroreningar ej förekommer. Baserat på parallaxmätning inom Hipparcosuppdraget på ca 14,0 mas, beräknas den befinna sig på ett avstånd på ca 234 ljusår (ca 72 parsek) från solen.

## Egenskaper
Primärstjärnan Gamma Phoenicis A är en röd till orange jättestjärna av spektralklass M0 III, en stjärna som har förbrukat förrådet av väte i dess kärna och sedan expanderat och svalnat när den fusionerar ett skal av väte runt en inert heliumkärna. Den har en massa som är ca 30 procent större än solens massa, en radie som är ca 50 gånger större än solens och utsänder från dess fotosfär ca 560 gånger mera energi än solen vid en effektiv temperatur på ca 3 800 K.
Gamma Phoenicis är en spektroskopisk dubbelstjärna och en förmörkelsevariabel av Beta Lyrae-typ (EB/GS), men även långsam irreguljär variabel (LB). Den varierar mellan ungefärlig skenbar magnitud +3,39 och 3,49 med en period av 194,1 dygn. Endast primärstjärnan är synlig medan följeslagaren enbart kan identifieras av variationer i primärstjärnans radiella hastighet. Konstellationen visar tecken på en het koronal aktivitet, även om primärstjärnan är för sval för detta. Denna kan istället härröra från följeslagaren, eventuellt i samband med att material tillförs från den svalare jättestjärnan.